# As Cruel as School Children
As Cruel as School Children es el tercer álbum de estudio de la banda estadounidense Gym Class Heroes, lanzado el 25 de julio de 2006 por Fueled by Ramen. Una segunda versión del álbum fue lanzado el 4 de noviembre de 2006 que contiene el sencillo "Cupid's Chokehold" (una grabación de la canción fue incluida en su álbum anterior The Papercut Chronicles). Ambas versiones del álbum tienen el sticker Parental Advisory. El álbum muestra un giro radical en cuanto al sonido en compararción con sus trabajos anteriores, utilizando instrumentos como la guitarra acústica o sintetizadores además de incursionar en ritmos como la Electrónica, Ska y Funk. El álbum fue certificado con el Disco de Oro por la RIAA. Para julio de 2007 el álbum ya había vendido 471,000 copias en los Estados Unidos. 

## Lista de canciones
Todas las canciones fueron escrtitas por Gym Class Heroes
1. 1st Period: "The Queen and I" – 3:15
2. 2nd Period: "Shoot Down the Stars" – 3:38
3. 3rd Period: "New Friend Request" – 4:14
4. 4th Period: "Clothes Off!!" (junto a Patrick Stump de Fall Out Boy) – 3:55
5. Lunch: "Sloppy Love Jingle, Pt. 1" – 1:52
6. 6th Period: "Viva la White Girl" – 3:53
7. 7th Period: "7 Weeks" (junto a William Beckett ) – 3:51
8. 8th Period: "It's OK, but Just This Once!" – 3:10
9. Study Hall: "Sloppy Love Jingle, Pt. 2" – 1:01
10. 10th Period: "Biters Block" – 3:48
11. Yearbook Club: "Boys in Bands Interlude" – 0:59
12. 12th Period: "Scandalous Scholastics" – 4:17
13. 13th Period: "On My Own Time (Write On!)" – 4:42
14. Intramurals: "Cupid's Chokehold" (junto a Patrick Stump de Fall Out Boy) – 3:58
15. Detention: "Sloppy Love Jingle, Pt. 3" – 2:15

### Limited Edition Bonus Disc
1. "Clothes Off!!" (Stress Remix) (junto a Ghostface Killah & Tyga) – 4:32
2. "Viva La White Girl" (Remix) (junto a Lil Wayne) – 4:46
3. "Machine and I" (The Queen and I Remix) (junto a Keith Buckley de Every Time I Die) – 4:22
4. "New Friend Request" (SK1 Ferrer Remix) (junto a Papoose) – 4:15

## Posicionamiento
| Listas (2006-2007)            | Posicionamiento |
| ----------------------------- | --------------- |
| U.S. Billboard 200            | 33              |
| U.S. Billboard Top Rap Albums | 8               |
| Australia Albums Chart        | 40              |
| Países Bajos Albums Chart     | 68              |
| Francia Albums Chart          | 191             |
| UK Albums Chart               | 19              |